# Rebel·lió Woyane
Rebel·lio Woyane (revolta Woyane o Primer Woyane, de fet la paraula "Woyane" vol dir "revolució" o "revolta") fou una rebel·lió popular al Tigre (Tigray) a Etiòpia el 1942-1943.
La revolta woyane a Tigray sembla que va sorgir quan la corrupció administrativa i la cobdícia van encendre una situació d'inestabilitat existent i inseguretat, a causa de les armes existents arreu arran de la derrota italiana. La determinació imperial de debilitar el poder dels nobles regionals i elits d'Etiòpia, el govern d'Haile Selassie el 1941 va presentar una administració regional nova. La llei o edicte creava catorze províncies (Gizat Teklay), al voltant de 100 comtats (Awraja), i 600 districtes (woreda). S'intentava restringint el poder dels centenars de nobles i les seves províncies per tot l'Imperi. Això permetria a Haile Sellasie centralitzar la seva autoritat i de fet deixava dependents aquests nobles amb les seves administracions del govern central. Els historiadors accepten que "la política bàsica d'Haile Selassie era una centralització continuant la tradició dels grans emperadors que optaren pel centralisme des de 1855 endavant." La norma reduïa les diverses províncies de la regió històrica de Tigray a vuit comtats: Raya Azebo, Enderta, Tembien, Kilete Awla'lo, Agame, Adowa, Aksum (Axum) i Shire, junt amb molts districtes sota cada una de les vuit jurisdiccions. Després de l'alliberació d'Etiòpia de l'ocupació italiana el 1941, el país va veure com moltes rebel·lions s'estenien en diferents parts de l'imperi. Entre aquestes rebel·lions tanmateix, la rebel·lió Woyane a Tigray del sud i oriental el 1943, es va convertir en una revolta poderosa i altament popular, que en pocs mesos va sacsejar el govern d'Haile Sellasie al seu centre i com a conseqüència, el govern imperial va haver de recórrer a utilitzar bombardejos aeris i a col·laborar amb els britànics (Royal Air Force) per tal que reprimir la rebel·lió.

## La rebel·lió
El 1942 la resistència oberta esclatava per tot arreu del Tigray del sud i oriental sota l'eslògan, "no hi ha cap govern; organitzem i governem-nos." A través dels districtes (awraja) d'Enderta incloent Mekele, Didibadergiajen, Hintalo, Samre i Wajirat, de Raya, de Kilete-Awlaelo i de Tembien, les assemblees locals, anomenades gerreb, es van formar immediatament. El gerreb enviaren representants a un congrés central, anomenat el shengo, que elegia el lideratge i establia el sistema de comandament militar.
Els rebels establiren la seva seu a Wokro. Durant l'estació de les pluges de 1943 els rebels sota la direcció de Fitawrari Yeebio Woldai i Dejazmach Neguise Bezabih, venint d'Enderta, que era el cor de la rebel·lió woyane, es van ocupar d'organitzar les seves forces; i després de celebrar l'Any Nou Etiòpic el 12 de setembre, se'n van anar a l'assetjada guarnició governamental de Quiha. Les forces governamentals ben proveïdes s'enfrontaven amb els rebels mal armats i equipats però determinats; va seguir els primers enfrontaments al districte de Didiba Dergiajen, dominat per la rebel·lió, en concret al districte d'Enderta al poble de Sergien; els rebels sota Fitawrari Yeebio Woldai (Wedi Weldai) i Dej. Neguisie Bezabih derrotaren decisivament a les forces governamentals; van capturar nombroses armes modernes que els ajudaren a atreure molts camperols a unir-se a la rebel·lió; i molts soldats governamentals desertaren i s'uniren la rebel·lió. En el mes de setembre de 1943 es va iniciar la segona ofensiva del govern al poble d'Ara, també a Enderta; els rebels woyane sota Wedi Woldai obtingueren una segona victòria sobre les forces governamentals fortament armades; aquesta vegada tanmateix, els rebels capturaren fins i tot importants caps feudals i mataren molts senyors de la guerra destacats de Tigray i del país amhara que estaven amb el govern de l'emperador Haile Sellassie. Els rebels sota Bashay Gugsa Mengesha també capturaren al general Essyas i molts dels seus comandants i soldats a Quiha. Les forces dels rebels es calculaven en 20.000, i es van moure cap a l'est des de Quiha fins a Enda Yesus, una fortalesa que dominava la capital provincial, Mekele. Capturaren el fort i llavors van prendre Mekele. Els representants del govern imperial van fugir. El woyane van emetre un manifest a la població que deia: 
 El nostre governador és Jesús Crist...

I la nostra bandera la d'Etiòpia. 

La nostra religió és la de Johannes IV.

Gent de Tigray, seguiu les directrius de la Revolució (de la Woyane)

## La Natura panetiòpica de la Woyanne
Els eslògans del primer Woyanne eren clarament panetíops i per a la igualtat i l'autonomia. La seva proclamació després d'alliberar Mekele tenia cinc punts principals.
- Autoadministració autònoma sota bandera etiòpica i unitat
- Administració segons els Drets Consuetudinaris tigranyes
- Nomenament dels nostres propis líders i alliberament de la dominació per l'elit imperial de Shoa
- Erradicació de lladres i bandits (shiftes)
- Rebutg al pagament d'impostos excessius i pagament d'un tribut a l'Emperador

Una victòria similar fou aconseguida pels rebels sota els primers líders del moviment woyane és a dir Dejazmach Negussie Bezabih i Bashay Gugsa Mengesha una altra vegada al districte d'Hintalo i a Wajerat a Enderta; els rebels derrotaven la poderosa força governamental fortament armada i formada per milers de soldats ajudats pel poder aeri britànic; els rebels foren capaços de captar i adquirir una altra vegada armaments moderns pesats. Abans del 20 de setembre el victoriòs exèrcit de rebels Woyane estava preparat per marxar al sud per encarar-se amb una força etiòpica que intenta avançar cap a Tigray. Haile Selassie havia demanat al seu ministre de la guerra Ras Abebe Aregai, de fer-se càrrec de la campanya contra els rebels. El Ras es va afanyar cap al nord i va arribar a Korem, al sud de Maichew, el 17 de setembre ob va ser bloquejat per rebels. Durant les tres següents setmanes, les forces Woyane van combatre durament contra les tropes etiòpiques de Ras Abebe, que foren reforçats per un contingent petit d'oficials britànics i especialistes. La batalla se centrava en la gran fortalesa natural d'Amba Alaji. Basha Gugusa, un dels primers líders Woyane, dirigia la batalla d'Ambalage en el mes de setembre de 1943 i acabava amb la victòria sobre l'exèrcit imperial ben proveït i que comptava amb suport aeri britànic. Les forces Woyane superaven en nombre les del govern, però el seu avantatge en nombre era compensat per l'artilleria i el poder aeri britànic. Els líders woyane precipitaren la decisiva batalla final llançant un atac en tres fronts a les posicions governamentals amb potser 10.000 homes. La guerra s'estengué a Alaje a Raya, a Wukro a Agame i a Tembien on els rebels, que principalment eren camperols, derrotaren les nombroses forces governamentals que comptaven amb tancs i armes modernes, dirigides per Ras Abebe Aregai, el general Abebe Damtew i el coronel britànic Pluck. L'anihilació total de forces governamentals ales que els britànics van donar un important suport, va suposar un avís per a l'Emperador: "els tigrinyes no eren lluitadors només valents sinó també estrategs astuts", com deia el cap rebel Hailemariam quan donava una entrevista a la revista Wegahta. Nombrosos oficials britànics van morir incloent-hi Pluck que fou mort per un rebel woyane. La incapacitat d'aturar la rebel·lió impulsava a l'emperador a autoritzar un bombardeig aeri en col·laboració amb la reial força aèria britànica. El 6 d'octubre fins a 14 bombes es llançaren sobre la capital provincial Mekele i el 14 d'octubre foren 54; el 7 d'octubre 16 bombes i el 9 d'octubre 32 bombes es llençaren a Corbetta Raya i a Hintalo Enderta respectivament; encara que devastanven principalment zones civils amb milers de persones mortes, no aconseguien aixafar la rebel·lió. Els rebels s'escampaven i lluitaven però les formacions es començaren a desintegrar el 7 d'octubre; tot i així la incertesa encara afectava les forces governamentals etiòpiques i Ras Abebe no es traslladava personalment fora de Korem fins al 9 d'octubre. Llavors es movia sistemàticament cap al nord i arribava a Quiha i Mekele el 14 d'octubre, capturant la seu de rebels a Wokro el 17 d'octubre. Ras Abebe Aregai fou nomenat com a governador de Tigray (el primer no tigranya que va exercir el càrrec) i se li donava autoritat plena per la pacificació d'aquella província, pacificació que fou brutal. Al sever càstig per a la revolta que havia suposat el bombardeig aeri, la gent hi va afegir ser obligada a pagar grans sumes de diners i les seves terres foren confiscades i distribuïdes a l'aristocràcia lleial, com a càstig afegit i dissuasió a rebel·lions futures. Nous impostos s'imposaren als camperols, cinc vegades superiors als que tenien sota els italians durant l'ocupació. Deu líders woyane rebels foren capturats i enviats a la presó a Debrebirhan, entre els quals els primers líders, Basha Gugsa Mengesha, Dej. Bezabih Negussie, i Hailemariam Reda. A Bashay Gugsa se'l va prohibir retornar a Tigray, perquè el govern central tenia por de la seva influència. Tanmateix, el govern central intentava fer ús de les seves habilitats militars i l'enviava amb un grup de soldats per suprimir altres rebel·lions a l'Etiòpia del sud. Encara que la rebel·lió Woyane de 1943 tenia defectes com a revolució mòdel, els historiadors tanmateix accepten que, la rebel·lió havia implicat un nivell bastant alt d'espontaneïtat i iniciativa dels camperols. Va demostrar una participació popular considerable, i reflectia àmpliament queixes compartides. La revolta es dirigia unequivocament i específicament en contra del règim central amhara d'Haile Selassie més que contra l'elit imperial tigrinya.

## Líders de la rebel·lió Woyane de 1943 a Tigray
- H.E. Fitawrari Yeebio Woldai (Wedi Weldai), nacut a Samre-Enderta, Tigray. Líder principal i comandant de la rebel·lió
- H.E. Dejazamtch Negusse Bezabih, nacut a Meskel-Mekelle, Enderta, Tigray. Primer líder i comandant de la rebel·lió
- H.E. Bashay Gugsa Mengesha, nacut a Adi-seleste, Hintalo-Enderta, Tigray. Líder destacat i comandant de la rebel·lió.[16]
- H.E. Bashay Gugsa Mengesha, nacut a Adi-seleste, Hintalo-Enderta, Tigray.
- H.E. Blata Hailemariam Reda, nacut a Dandera-Enderta, Tigray, comandant de la rebel·lióm, abans havia col·laborat amb els italians als que després es va enfrontar